# Lepyrodon rufescens
Lepyrodon rufescens là một loài Rêu trong họ Lepyrodontaceae. Loài này được (Reinw. & Hornsch.) Kindb. mô tả khoa học đầu tiên năm 1888.